# 松浦斌
松浦 斌（まつうら さかる、嘉永4年8月22日（1851年9月17日） - 明治23年（1890年）1月17日）は、隠岐知夫郡西ノ島 (現隠岐郡西ノ島町) 出身の神職で焼火神社の神主。しばしば「隠岐航路開拓の先駆者」とされた。

## 経歴

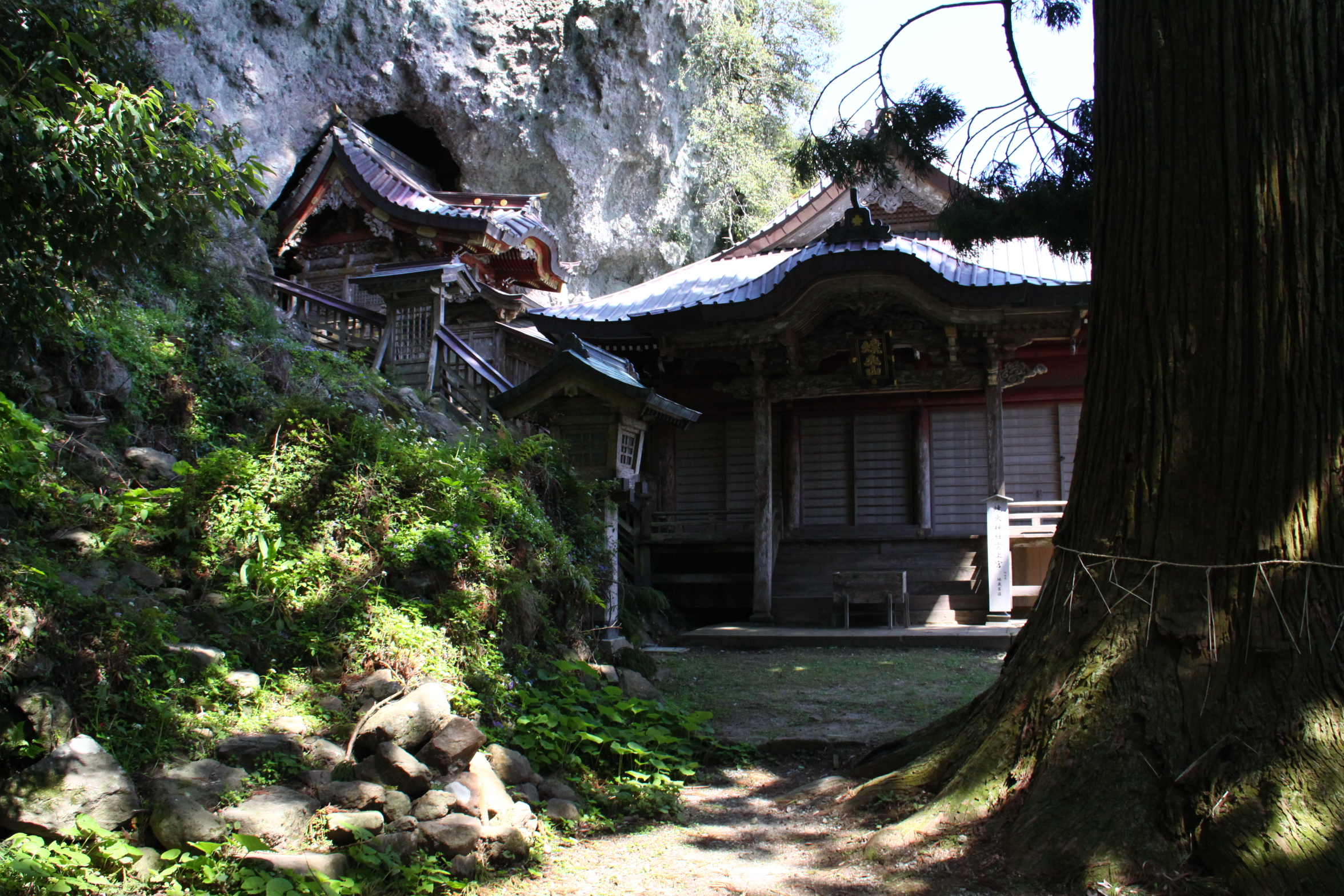
焼火神社。

斌は嘉永4年8月22日（1851年9月17日）、隠岐国知夫郡西ノ島の焼火神社の家に生まれた。16歳の時にで焼火権現の別当を継ぎ、1868年（明治元年）の神仏分離令によって還俗して神職となった。
また斌は山上に塾を開いて教育にも携わっており、1872年（明治5年）に学制が発布されると私宅の提供を申し出たり、美田村の各小学校に金10円の寄付を申し出るなどしている。1872年（明治5年）までは波止支校で教壇にも立っていた。

### 隠岐諸島航路開拓

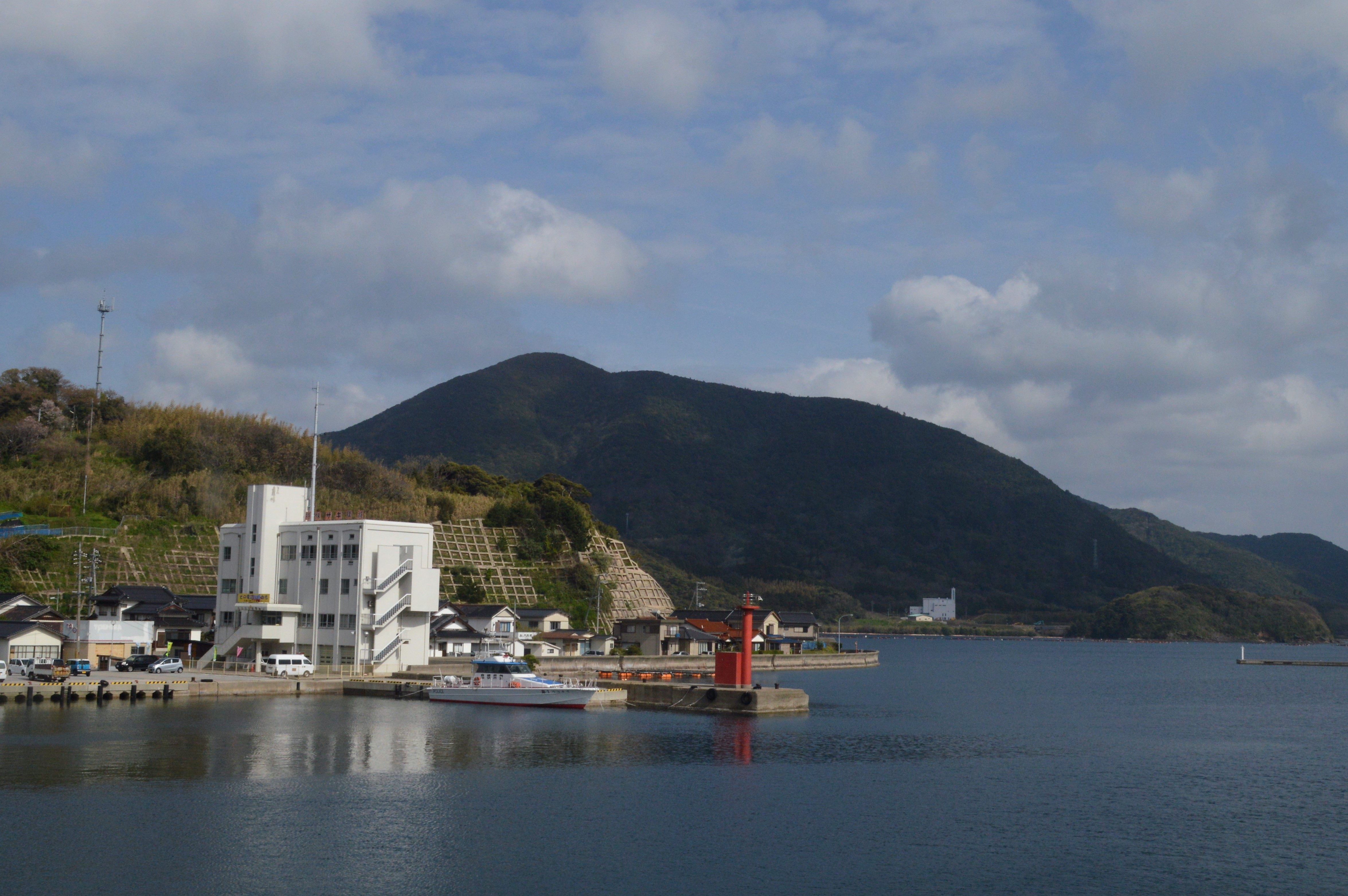
焼火山。

明治時代初頭における本土と隠岐諸島の往来は帆船しかなく、定時性の高い航海が困難だったうえに、台風や季節風によって危険が伴うことも多かった。1877年（明治10年）の隠岐では新聞が本土から1か月も遅れて届くことがあり、毎度のように前後が入れ替わって届くという有様だった。1883年（明治16年）に黒木村の戸長が松江に出張した際には、往路に5日、復路に7日、計12日もかかった。
1881年（明治14年）には境港の植田文平が、1882年（明治15年）には中ノ島の崎村の渡辺新太郎が、1883年（明治16年）には兵庫県の有田喜一郎が本土と隠岐を結ぶ定期船を就航させたがいずれも採算性の問題からすぐに廃止された。1883年（明治16年）4月、隠岐国四郡町村連合会（隠岐島議会）の議員を務めていた斌は、公費による蒸気船の購入を提案したが、他の議員は資金面などで反対した。廻船業者は自身らの事業が圧迫されるとして反対し、漁師は蒸気船の音によってイカが絶滅するとして反対した。
隠岐四郡（周吉郡、穏地郡、海士郡、知夫郡）の初代郡長である高島士駿は、斌の計画に賛同した。島根県令の藤川為親に対して定期航路の開発を提言すると、藤川は高島に対して計画の推進を指示した。藤川が島根県会に対して隠岐航路への公費助成を提案すると、議員からは反対意見が続出したものの、航海補助費の助成が僅差で可決された。
1884年（明治17年）4月には、高島が隠岐国四郡町村連合会で蒸気船の購入を提案した。議員の間から反対意見が続出して紛糾したが、隠岐国四郡町村連合会が購入費の半分、斌がもう半分を支払うことで合意に達した。1884年（明治17年）末にはイギリス製の蒸気船「隠岐丸」（131.52トン）が隠岐に入港した。「隠岐丸」の購入費用は1万6500円であり、2020年代現在の価値では約9400万円という高額だった。購入費用を含めた開業資金は1万8500円であり、第三国立銀行からの借入金で賄われている。「隠岐丸」の改称前の名前は「速凌丸」（はやぶさまる）であり、大阪商船によって大阪港＝下関港＝境港の間で運航されていた船だった。
1885年（明治18年）2月、西郷港（島後）＝菱浦港（中ノ島）＝浦郷港（西ノ島）＝境港（本土）を結ぶ隠岐航路の運航が開始された。斌は所有する焼火山の山林約1万9000本を欠損時の担保としていたが、損失を重ね続けたことで焼火山は伐採が進められて禿山になったとされる。1890年（明治23年）1月、斌は38歳の若さで死去した。

### 死後

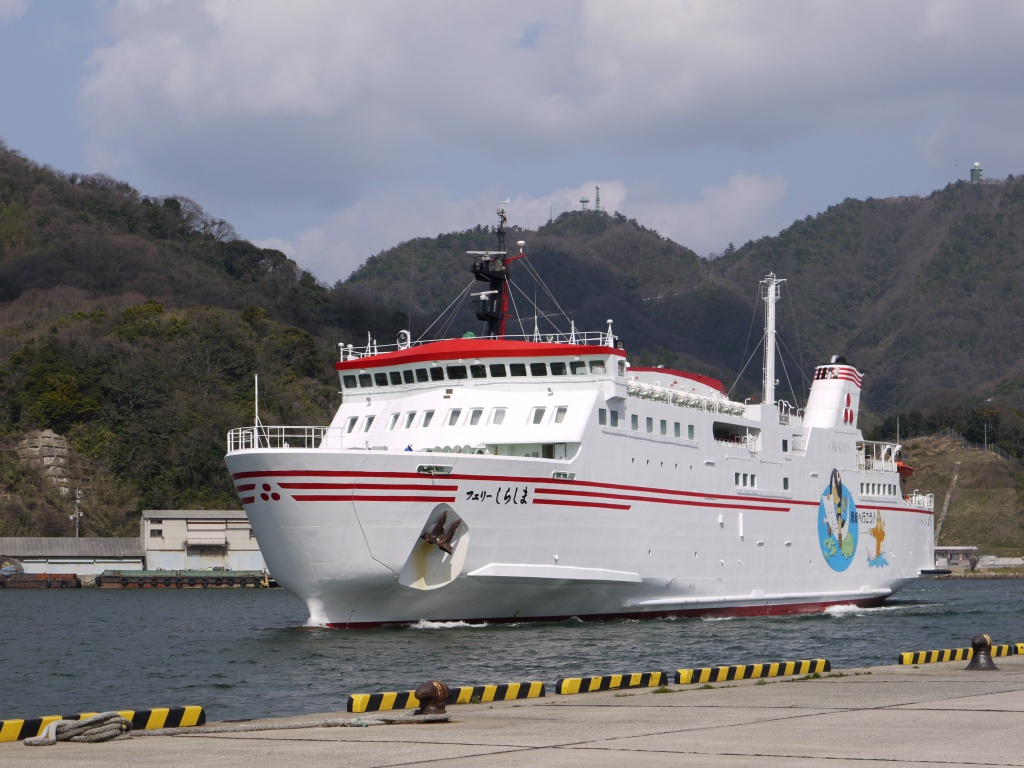
現在の隠岐汽船。

斌の死後、隠岐航路は一時的に隠岐国四郡町村連合会による経営となった。1895年（明治28年）7月8日、隠岐航路の維持に向けて隠岐汽船株式会社が設立された。隠岐航路で運航されるフェリーが焼火山付近を通過する際には、海上安全の祈願と斌への敬意を込めて汽笛を鳴らす慣習がある。1990年代には、隠岐汽船の創立100周年を記念して西ノ島町の別府港に斌の銅像が建立された。